# Il signore in marsina
Il signore in marsina (I Dood It) è un film del 1943 diretto da Vincente Minnelli.

## Produzione
Il film fu prodotto dalla Metro-Goldwyn-Mayer (MGM).

## Distribuzione
Distribuito dalla Metro-Goldwyn-Mayer (MGM), il film uscì nelle sale cinematografiche statunitensi nel settembre 1943. Nel 1945, venne distribuito in Svezia (11 giugno)|, Portogallo (3 luglio), Finlandia (25 luglio). In Francia, il film uscì il 21 marzo 1951 mentre fu trasmesso per la prima volta in televisione il 9 luglio 1991 in Germania.